# Catharinea crispula
Catharinea crispula là một loài Rêu trong họ Polytrichaceae. Loài này được (Schimp. ex Besch.) Broth. mô tả khoa học đầu tiên năm 1905.